# (562) Саломея
(562) Саломея (лат. Salome) — астероид главного пояса, который принадлежит к спектральному классу S. Он был открыт 26 марта 1905 года немецким астрономом Максом Вольфом в Обсерватории Хайдельберг-Кёнигштуль и назван в честь Саломеи, дочери Иродиады.